# Antanosy (peuple)
 (août 2013).
Pour les articles homonymes, voir Antanosy.
Les Antanosy sont un peuple du sud-est de Madagascar, un sous-groupe des Antandroy.

## Ethnonymie
Selon les sources, on observe quelques variantes : Antanosys, Antanusi, Tanosy, Tanusi.

## Population
C'est un peuple de marins et de pêcheurs de la région de Tôlanaro. Ils sont aussi connus pour être des riziculteurs, des éleveurs, des forgerons et d’habiles charpentiers.

## Histoire
Depuis le milieu du XIXe siècle, ils ont colonisé les terres jusqu’au fleuve Onilahy, aux dépens des Bara et des Mahafaly, grâce à leur supériorité technique.

## Culture

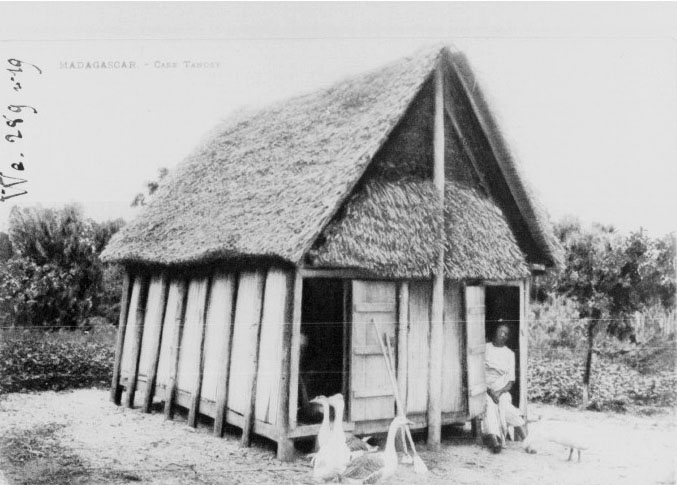
Case Tanosy (carte postale de 1908).

En mémoire de leurs défunts, ils élèvent des pierres levées dont certaines font 6 mètres.

## Langue
Ils parlent l'antanosy (ou tanosy), une langue malayo-polynésienne, dialecte du malgache.

### Discographie
- Madagascar : musique Antanosy (Victor Randrianary, collecteur), Archives internationales de musique populaire, Musée d'ethnographie, Genève ; VDE-Gallo, Lausanne, 1997, 1 CD (72 min 40 s) + 1 brochure (23 p.)
- Madagascar : Antandroy, Antanosy, Bara, Betsileo, Betsimisaraka, Mahafaly, Merina, Sakalava, (Charles Duvelle, collecteur), Universal Division Mercury, Antony, 1999, 1 CD (53 min 55 s) + 1 brochure (22 p.)